# دوري كرة القدم الغربي 2004–05
دوري كرة القدم الغربي 2004–05 (بالإنجليزية: 2004–05 Western Football League)‏ هو موسم من دوري كرة القدم الغربي ‏. فاز فيه Bideford A.F.C. ‏.